# Marceline Hugot
Marceline A. Hugot (Hartford, 10 febbraio 1960) è un'attrice statunitense, attiva in campo cinematografico, televisivo e teatrale.

## Biografia
Mentre studiava recitazione a San Diego, Marceline Hugot ottenne dei ruoli in Una donna in carriera di Mike Nichols ed Alice di Woody Allen. Da allora ha recitato frequentemente sul piccolo e grande schermo ed è nota soprattutto per il ruolo ricorrente di Kathy Geiss nella serie televisiva 30 Rock.

## Filmografia parziale

### Cinema
- Una donna in carriera (Working Girl), regia di Mike Nichols (1988)
- Alice, regia di Woody Allen (1990)
- A Wong Foo, grazie di tutto! Julie Newmar (To Wong Foo, Thanks for Everything! Julie Newmar), regia di Beeban Kidron (1995)
- Dunston - Licenza di ridere (Dunston Checks In), regia di Ken Kwapis (1996)
- Personal Velocity - Il momento giusto (Personal Velocity), regia di Rebecca Miller (2002)
- Le ragazze dei quartieri alti (Uptown Girls), regia di Boaz Yakin (2003)
- Stephanie Daley, regia di Hilary Brougher (2006)
- United 93, regia di Paul Greengrass (2006)
- Beautiful Ohio, regia di Chad Lowe (2006)
- L'imbroglio - The Hoax (The Hoax), regia di Lasse Hallström (2006)
- 4 amiche e un paio di jeans 2 (The Sisterhood of the Traveling Pants 2), regia di Sanaa Hamri (2008)
- Oltre le regole - The Messenger (The Messenger), regia di Oren Moverman (2009)
- I Love Shopping (Confessions of a Shopaholic), regia di P. J. Hogan (2009)
- Julie & Julia, regia di Nora Ephron (2009)
- Quell'idiota di nostro fratello (Our Idiot Brother), regia di Jesse Peretz (2011)
- Ma come fa a far tutto? (I Don't Know How She Does It), regia di Douglas McGrath (2011)
- L'incredibile Burt Wonderstone (The Incredible Burt Wonderstone), regia di Don Scardino (2013)
- Un giorno come tanti (Labor Day), regia di Jason Reitman (2013)
- Fredda è la notte (Cold Comes the Night), regia di Tze Chun (2013)
- The Last Five Years, regia di Richard LaGravenese (2014)
- To Dust - Alla ricerca dell'eternità (To Dust), regia di Shawn Snyder (2018)
- Buttiamo giù l'uomo (Blow the Man Down), regia di Bridget Savage Cole e Danielle Krudy (2019)
- Sono la tua donna (I'm Your Woman), regia di Julia Hart (2020)
- Mr. Harrigan's Phone, regia di John Lee Hancock (2022)
- Anche io (She Said), regia di Maria Schrader (2022)
- Which Brings Me to You - Storia di una confessione (Which Brings Me to You), regia di Peter Hutchings (2024)

### Televisione
- Ellen – serie TV, 1 episodio (1995)
- E.R. - Medici in prima linea (ER) – serie TV, 1 episodio (1995)
- Law & Order - I due volti della giustizia (Law & Order) – serie TV, 1 episodio (1998)
- Spin City – serie TV, 1 episodio (1999)
- Sex and the City – serie TV, episodio 3x01 (2000)
- Law & Order: Criminal Intent – serie TV, 1 episodio (2001)
- Ed – serie TV, 2 episodi (2002-2003)
- Law & Order - Unità vittime speciali (Law & Order: Special Victims Unit) – serie TV, 2 episodi (2004-2011)
- Law & Order - Il verdetto (Law & Order: Trial by Jury) – serie TV, 1 episodio (2006)
- Blue Bloods – serie TV, 1 episodio (2011)
- Boardwalk Empire - L'impero del crimine (Boardwalk Empire) – serie TV, 1 episodio (2011)
- 30 Rock – serie TV, 12 episodi (2007-2013)
- The Big C – serie TV, 1 episodio (2013)
- The Blacklist – serie TV, 1 episodio (2014)
- Nurse Jackie - Terapia d'urto (Nurse Jackie) – serie TV, 1 episodio (2015)
- Flesh and Bone – serie TV,1 episodio (2015)
- The Leftovers - Svaniti nel nulla (The Leftovers) – serie TV, 7 episodi (2014-2015)
- The Good Wife – serie TV, 1 episodio (2016)
- Falling Water – serie TV, 1 episodio (2016)
- The Americans – serie TV, 1 episodio (2016)
- Chicago P.D. – serie TV, 1 episodio (2017)
- The Detour – serie TV, 3 episodi (2017)
- Godless – serie TV, 3 episodi (2017)
- Madam Secretary – serie TV, 1 episodio (2018)
- The Sinner – serie TV, 1 episodio (2018)
- Better Call Saul – serie TV, 1 episodio (2018)
- Gotham – serie TV, 1 episodio (2019)
- What We Do in the Shadows – serie TV, 2 episodi (2019-2023)
- Ozark – serie TV, 2 episodi (2019)
- New Amsterdam – serie TV, 1 episodio (2020)
- Love Life – serie TV, 1 episodio (2020)
- Dr. Death – serie TV, 3 episodi (2021)
- Chicago Fire – serie TV, 2 episodi (2021)
- Dickinson – serie TV, 1 episodio (2021)
- FBI: Most Wanted – serie TV, episodio 3x09 (2021)
- Evil – serie TV, episodio 2x09 (2021)
- La fantastica signora Maisel (The Marvelous Mrs. Maisel) – serie TV, 1 episodio (2022)
- Black Mirror – serie TV, 1 episodio (2023)
- Elsbeth – serie TV, episodio 2x07 (2024)
- The Gilded Age – serie TV, episodi 3x07-3x08 (2025)

## Teatro (parziale)
- Una luna per i bastardi di Eugene O'Neill. Victor Jory Theatre di Louisville (1987)
- Coriolano di William Shakespeare. McCarter Theatre di Princeton (1987)
- Misura per misura di William Shakespeare. Mitzi E. Newhouse Theater di New York (1989)
- La dodicesima notte di William Shakespeare. Lansburgh Theatre di Washington (1998)
- Prelude to a Kiss di Craig Lucas. American Airlines Theatre di Broadway (2007)

## Doppiatrici italiane
Nelle versioni in italiano delle opere in cui ha recitato, Marceline Hugot è stata doppiata da:
- Mirta Pepe ne La fantastica signora Maisel, FBI: Most Wanted
- Rita Baldini in Buttiamo giù l'uomo
- Anna Rita Pasanisi in Ozark
- Aurora Cancian in New Amsterdam
- Paila Pavese in Blue Bloods